# Kali macrura
Kali macrura är en fiskart som först beskrevs av Parr, 1933.  Kali macrura ingår i släktet Kali och familjen Chiasmodontidae. Inga underarter finns listade i Catalogue of Life.